# Ochthebius viridescens
Ochthebius viridescens är en skalbaggsart som beskrevs av Ienistea 1988. Ochthebius viridescens ingår i släktet Ochthebius och familjen vattenbrynsbaggar. Inga underarter finns listade i Catalogue of Life.